# Оукдејл (Калифорнија)
Оукдејл (енгл. Oakdale) град је у америчкој савезној држави Калифорнија. По попису становништва из 2010. у њему је живело 20.675 становника.

## Демографија
Према попису становништва из 2010. у граду је живело 20.675 становника, што је 5.172 (33,4%) становника више него 2000. године.
| Група             | 2000.          | 2010.          |
| Белци             | 11.651 (75,2%) | 14.074 (68,1%) |
| Афроамериканци    | 74 (0,5%)      | 163 (0,8%)     |
| Азијати           | 183 (1,2%)     | 463 (2,2%)     |
| Хиспаноамериканци | 3.109 (20,1%)  | 5.398 (26,1%)  |
| Укупно            | 15.503         | 20.675         |